# Schwemmpfuhl
Schwemmpfuhl este o arie protejată (sit de importanță comunitară — SCI) din Germania întinsă pe o suprafață de 510,82 ha, integral pe uscat.

## Localizare
Centrul sitului Schwemmpfuhl este situat la coordonatele 53°11′41″N 13°45′57″E / 53.1947°N 13.7658°E.

## Înființare
Situl Schwemmpfuhl a fost declarat sit de importanță comunitară în septembrie 2000 pentru a proteja 3 specii de animale.

## Biodiversitate
Situată în ecoregiunea continentală, aria protejată conține 4 habitate naturale: Lacuri eutrofice naturale cu vegetație de tip Magnopotamion sau Hydrocharition, Pajiști calcaroase din nisipuri xerice, Pajiști stepice subpanonice, Fânețe de joasă altitudine (Alopecurus pratensis, Sanguisorba officinalis).
La baza desemnării sitului se află mai multe specii protejate:
- amfibieni (2): buhai de baltă cu burta roșie (Bombina bombina), triton cu creastă (Triturus cristatus)
- mamifere (1): vidră de râu (Lutra lutra)

Pe lângă speciile protejate, pe teritoriul sitului au mai fost identificate 6 specii de plante, 2 specii de amfibieni, 1 specie de reptile.